# Юрюки

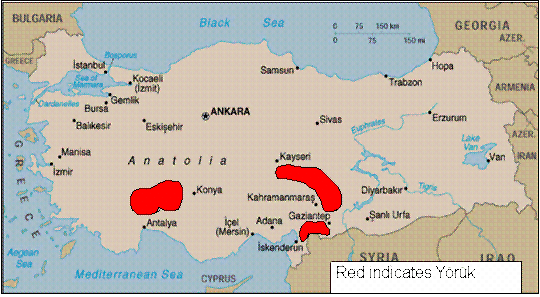
Території, населені юрюками в Анатолії

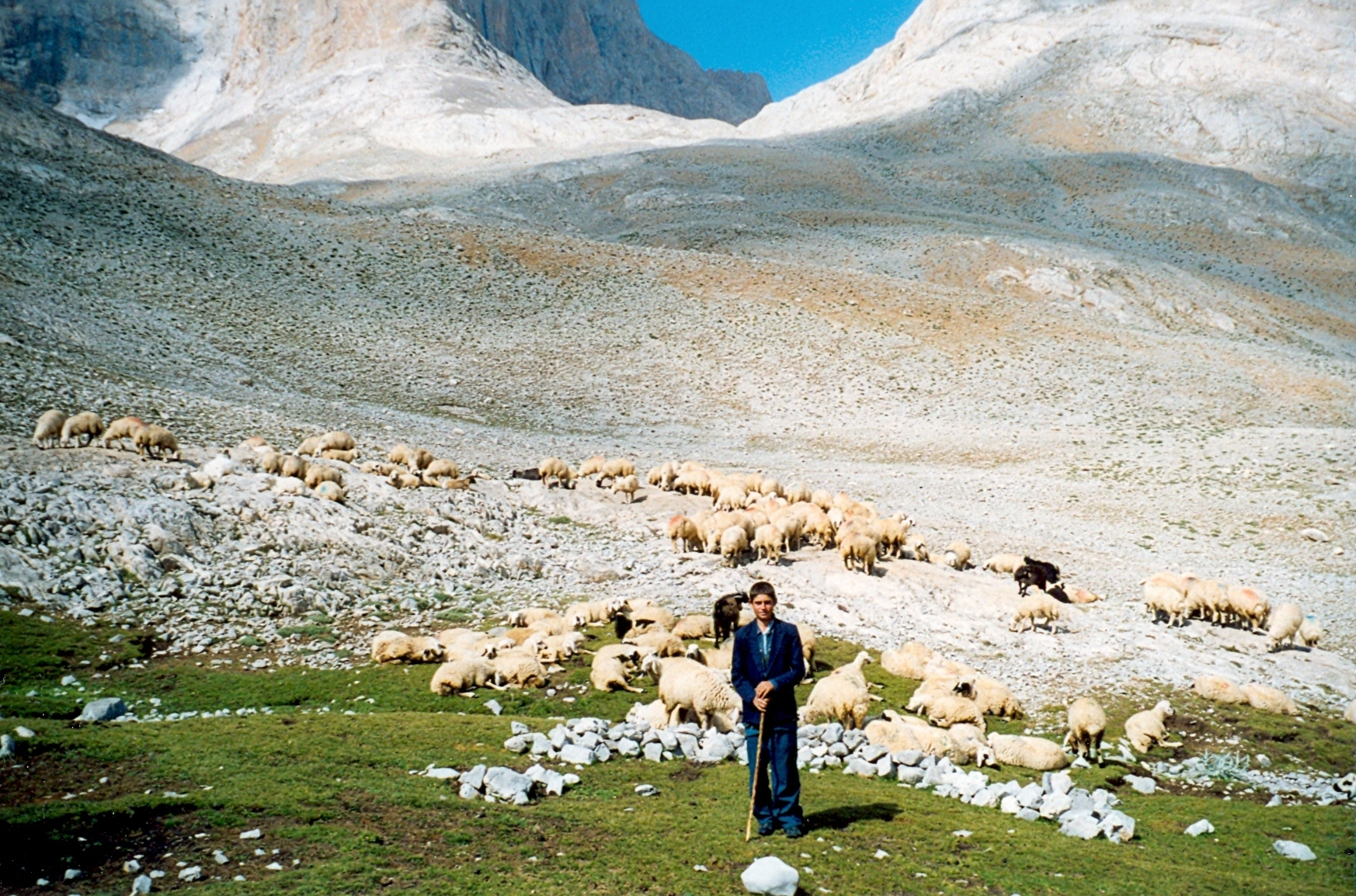
Чабан, Таврські гори, 2002

Юрюки (Йорюкі, йорукі; (тур. Yörük(ler) [йорюклер], також Yürük(ler) [юрюклер], букв. «Сильний, войовничий») — турки, що ведуть кочовий спосіб життя, пов'язаний з відгінним скотарством (переважно вівчарством) на противагу осілішим тюркомовним групам.
У вужчому історичному контексті під юрюками розуміють групи кочових тюркських племен огузької групи, які виділилися з лише сформованого туркменського етносу та рушили за Захід — в Персію, а потім в Візантію, де навали турків-сельджуків, а потім і турків-османів привели до зникнення грецької державності. Кочові юрюки, остаточно прийнявши іслам в Персії, були основою могутності Конійського, а потім і османських султанів. Ведучи кочовий спосіб життя, юрюки ставали дервішами — проповідниками ісламу, часто поєднуючи цю функцію з роллю газі — воїнів священної війни, газавату, проти невірних.
За однією з версій, слово юрюки походить від турецького дієслова «yürümek» [юрюмек] (йти, просуватися). Потрапивши на Балкани в середині XIV століття разом з османськими військовими формуваннями, тюркомовні юрюки масами селилися вздовж основних транспортних шляхів (Фракія, Добруджа). Багато продовжували зберігати кочовий або напівкочовий спосіб життя, особливо юрюки Пінду, що кочували в районі сучасного Козані, Греція.
Через те, що спосіб життя юрюків був у багато чому схожа з образом життя таких романських народів, як арумуни та мегленорумуни, ці групи зближуються. Частина мегленорумун приймає іслам, через що в 1923 згодом депортується до Туреччини разом з юрюками.
У сучасній Туреччині, особливо в її слаборозвиненій в промисловому та соціальному відношенні східній та південно-східній частинах (гори Тавр, внутрішня Анатолія, Вірменське нагір'я), зберігаються групи юрюків, що ведуть традиційний напівкочовий спосіб життя.